# Leptospermum sericatum
Leptospermum sericatum là một loài thực vật có hoa trong Họ Đào kim nương. Loài này được Lindl. mô tả khoa học đầu tiên năm 1848.